# YBCニュースToday
『YBCニュースToday』（ワイビーシー ニューストゥデイ）は、1983年7月4日から1984年3月30日まで山形放送（YBCテレビ）で放送された夕方のローカルニュース番組。同局の夕方枠で放送される番組としては初のローカルニュース専門の番組であった。

## 概要
同局では1983年4月に報道・情報番組『YBC6時です』（18時から18:30放送）を時間拡大・前倒しした『YBCワイド60』（17:30から18:30）という番組が編成されていたが、ローカルニュースは番組の中で10分間伝えるのみであった。そこで夕方の報道枠の強化を目指し、同番組から独立。7月という中途半端な時期に立ち上げられた。番組タイトルは札幌テレビ『STVニュースToday』、ミヤギテレビ『みやぎToday』、福島中央テレビ『ふくしまToday』、よみうりテレビ『きんきTODAY』、中京テレビ『中京TODAY』などタイトルに「Today (TODAY)」を取り入れている局にあやかって名づけた。1984年3月番組終了、翌4月からは18:00 - 18:30に時間拡大し、『YBC6:00きょうのニュース』を始める。

## 放送時間
平日 18:15 - 18:30 （このため、17:30 - 18:30までだった『YBCワイド60』は1983年7月より15分短縮。1984年4月からは18:00までの30分に縮小し、『YBCジュニア放送局 君にVキュン』を開始）

## キャスター
井原義光や古池常泰などのYBCの男性アナウンサー（当時）が単独で担当していた。
| YBCテレビ（NNN） 平日夕方のYBCニュース（1983.7 - 1984.3） | YBCテレビ（NNN） 平日夕方のYBCニュース（1983.7 - 1984.3） | YBCテレビ（NNN） 平日夕方のYBCニュース（1983.7 - 1984.3） |
| 前番組                                                    | 番組名                                                    | 次番組                                                    |
| --------------------------------------------------------- | --------------------------------------------------------- | --------------------------------------------------------- |
| YBC6時です → YBCワイド60 （ニュースコーナー）             | YBCニュースToday                                          | YBC6:00きょうのニュース                                   |